# Montalzat
Montalzat est une commune française située dans le nord du département de Tarn-et-Garonne, en région Occitanie.
Sur le plan historique et culturel, la commune est dans le Quercy Blanc, correspondant à la partie méridionale du Quercy, devant son nom à ses calcaires lacustres du Tertiaire.
Exposée à un climat océanique altéré, elle est drainée par le Candé, le Petit Lembous, le ruisseau de Dourre, le ruisseau de Paris, le ruisseau de Terrassou et par divers autres petits cours d'eau. La commune possède un patrimoine naturel remarquable : et un espace protégé (« géoparc des causses du Quercy »)
Montalzat est une commune rurale qui compte 654 habitants en 2022, après avoir connu un pic de population de 1 446 habitants en 1821.  Ses habitants sont appelés les Alzatmontains ou  Alzatmontaines.

## Géographie

### Localisation
Montalzat est une commune située sur le Petit Lembous dans le Quercy. Elle est traversée par la route nationale 20 et l'autoroute A20. Sur cette dernière, l'aire de service du Bois de Dourre est située sur le territoire communal.

### Communes limitrophes
La commune est limitrophe du département du Lot.
Les communes limitrophes sont  Auty, Belfort-du-Quercy, Caussade, Lapenche, Montpezat-de-Quercy et Saint-Vincent-d'Autéjac.
| Montpezat-de-Quercy     | Belfort-du-Quercy (Lot) |          |
| Auty                    | Montalzat               | Lapenche |
| Saint-Vincent-d'Autéjac | Caussade                |          |

### Hydrographie

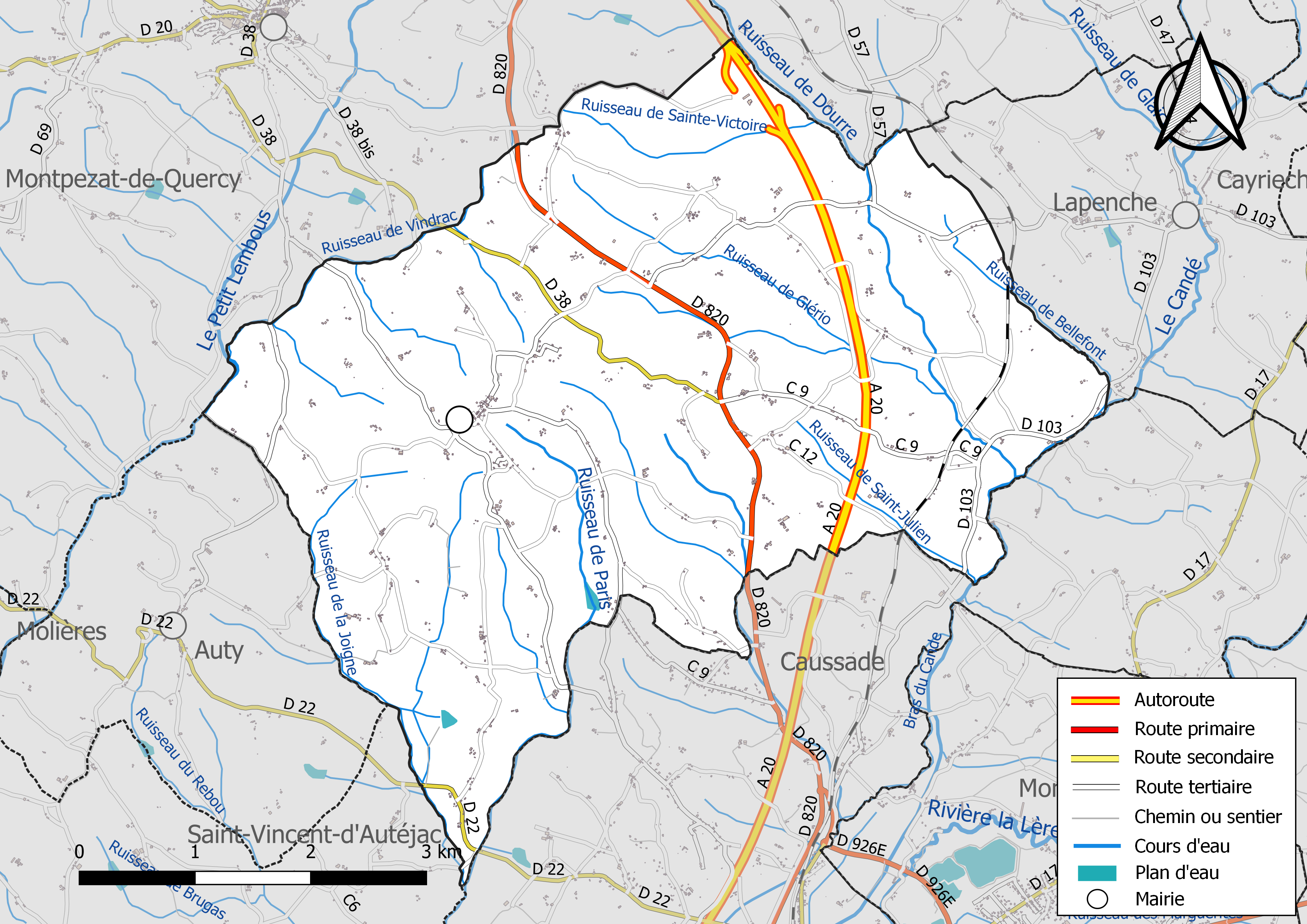
Réseaux hydrographique et routier de Montalzat.

La commune est dans le bassin versant de la Garonne, au sein du bassin hydrographique Adour-Garonne. Elle est drainée par le Candé, le Petit Lembous, le ruisseau de Dourre, le ruisseau de Paris, le ruisseau de Terrassou, le ruisseau de Bellefont, le ruisseau de Glério, le ruisseau de la Joigne, le ruisseau de Sainte-Victoire, le ruisseau de Saint-Julien, le ruisseau de Vindrac et par divers petits cours d'eau, constituant un réseau hydrographique de 40 km de longueur totale,.
Le Candé, d'une longueur totale de 18,1 km, prend sa source dans la commune de Labastide-de-Penne et s'écoule du nord-est au sud-ouest. Il traverse la commune et se jette dans la rivière la Lère à Caussade, après avoir traversé 7 communes.
Le Petit Lembous, d'une longueur totale de 19,9 km, prend sa source dans la commune de Montpezat-de-Quercy et s'écoule du nord-est au sud-ouest. Il traverse la commune et se jette dans le Lemboulas à Puycornet, après avoir traversé 8 communes.

### Climat
Pour des articles plus généraux, voir Climat de l'Occitanie et Climat de Tarn-et-Garonne.
En 2010, le climat de la commune est de type climat du Bassin du Sud-Ouest, selon une étude du Centre national de la recherche scientifique s'appuyant sur une série de données couvrant la période 1971-2000. En 2020, Météo-France publie une typologie des climats de la France métropolitaine dans laquelle la commune est exposée à un climat océanique altéré et est dans la région climatique Aquitaine, Gascogne, caractérisée par une pluviométrie abondante au printemps, modérée en automne, un faible ensoleillement au printemps, un été chaud (19,5 °C), des vents faibles, des brouillards fréquents en automne et en hiver et des orages fréquents en été (15 à 20 jours).
Pour la période 1971-2000, la température annuelle moyenne est de 12,5 °C, avec une amplitude thermique annuelle de 15,6 °C. Le cumul annuel moyen de précipitations est de 832 mm, avec 9,3 jours de précipitations en janvier et 5,9 jours en juillet. Pour la période 1991-2020, la température moyenne annuelle observée sur la station météorologique de Météo-France la plus proche, « Saint-Vincent », sur la commune de Saint-Vincent-d'Autéjac à 6 km à vol d'oiseau, est de 13,9 °C et le cumul annuel moyen de précipitations est de 771,1 mm. 
La température maximale relevée sur cette station est de 41,5 °C, atteinte le 23 août 2023 ; la température minimale est de −13 °C, atteinte le 9 février 2012,,.
Les paramètres climatiques de la commune ont été estimés pour le milieu du siècle (2041-2070) selon différents scénarios d'émission de gaz à effet de serre à partir des nouvelles projections climatiques de référence DRIAS-2020. Ils sont consultables sur un site dédié publié par Météo-France en novembre 2022.

### Milieux naturels et biodiversité

#### Espaces protégés
La protection réglementaire est le mode d’intervention le plus fort pour préserver des espaces naturels remarquables et leur biodiversité associée,.
La commune est dans le périmètre du « géoparc des causses du Quercy », classé Géoparc en mai 2017 et appartenant dès lors au réseau mondial des Géoparcs, soutenu par l’UNESCO,.

## Urbanisme

### Typologie
Au 1er janvier 2024, Montalzat est catégorisée commune rurale à habitat très dispersé, selon la nouvelle grille communale de densité à sept niveaux définie par l'Insee en 2022.
Elle est située hors unité urbaine et hors attraction des villes,.

### Occupation des sols
L'occupation des sols de la commune, telle qu'elle ressort de la base de données européenne d’occupation biophysique des sols Corine Land Cover (CLC), est marquée par l'importance des territoires agricoles (94 % en 2018), une proportion sensiblement équivalente à celle de 1990 (93,4 %). La répartition détaillée en 2018 est la suivante : 
zones agricoles hétérogènes (64,3 %), terres arables (27,1 %), forêts (5 %), prairies (2,6 %), zones industrielles ou commerciales et réseaux de communication (1 %). L'évolution de l’occupation des sols de la commune et de ses infrastructures peut être observée sur les différentes représentations cartographiques du territoire : la carte de Cassini (XVIIIe siècle), la carte d'état-major (1820-1866) et les cartes ou photos aériennes de l'IGN pour la période actuelle (1950 à aujourd'hui).

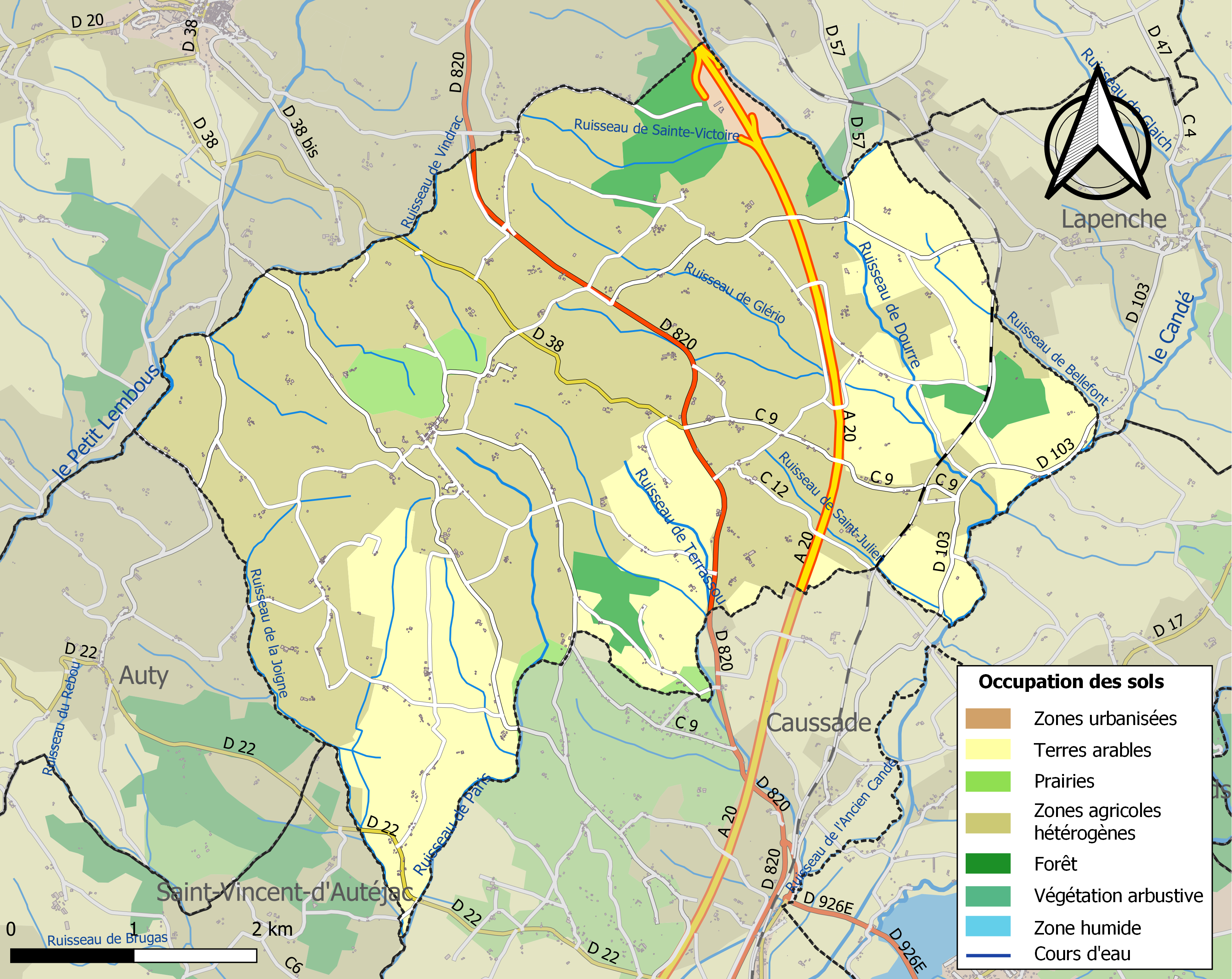
Carte des infrastructures et de l'occupation des sols de la commune en 2018 (CLC).

### Risques majeurs
Le territoire de la commune de Montalzat est vulnérable à différents aléas naturels : météorologiques (tempête, orage, neige, grand froid, canicule ou sécheresse), inondations, mouvements de terrains et séisme (sismicité très faible). Il est également exposé à un risque technologique,  le transport de matières dangereuses. Un site publié par le BRGM permet d'évaluer simplement et rapidement les risques d'un bien localisé soit par son adresse soit par le numéro de sa parcelle.

#### Risques naturels
Certaines parties du territoire communal sont susceptibles d’être affectées par le risque d’inondation par débordement de cours d'eau, notamment le Candé et le Petit Lembous. La cartographie des zones inondables en ex-Midi-Pyrénées réalisée dans le cadre du XIe Contrat de plan État-région, visant à informer les citoyens et les décideurs sur le risque d’inondation, est accessible sur le site de la DREAL Occitanie. La commune a été reconnue en état de catastrophe naturelle au titre des dommages causés par les inondations et coulées de boue survenues en 1982, 1993, 1999, 2000 et 2010,.
Montalzat est exposée au risque de feu de forêt. Le département de Tarn-et-Garonne présentant toutefois globalement un niveau d’aléa moyen à faible très localisé, aucun Plan départemental de protection des forêts contre les risques d’incendie de forêt (PFCIF) n'a été élaboré. Le débroussaillement aux abords des maisons constitue l’une des meilleures protections pour les particuliers contre le feu,.

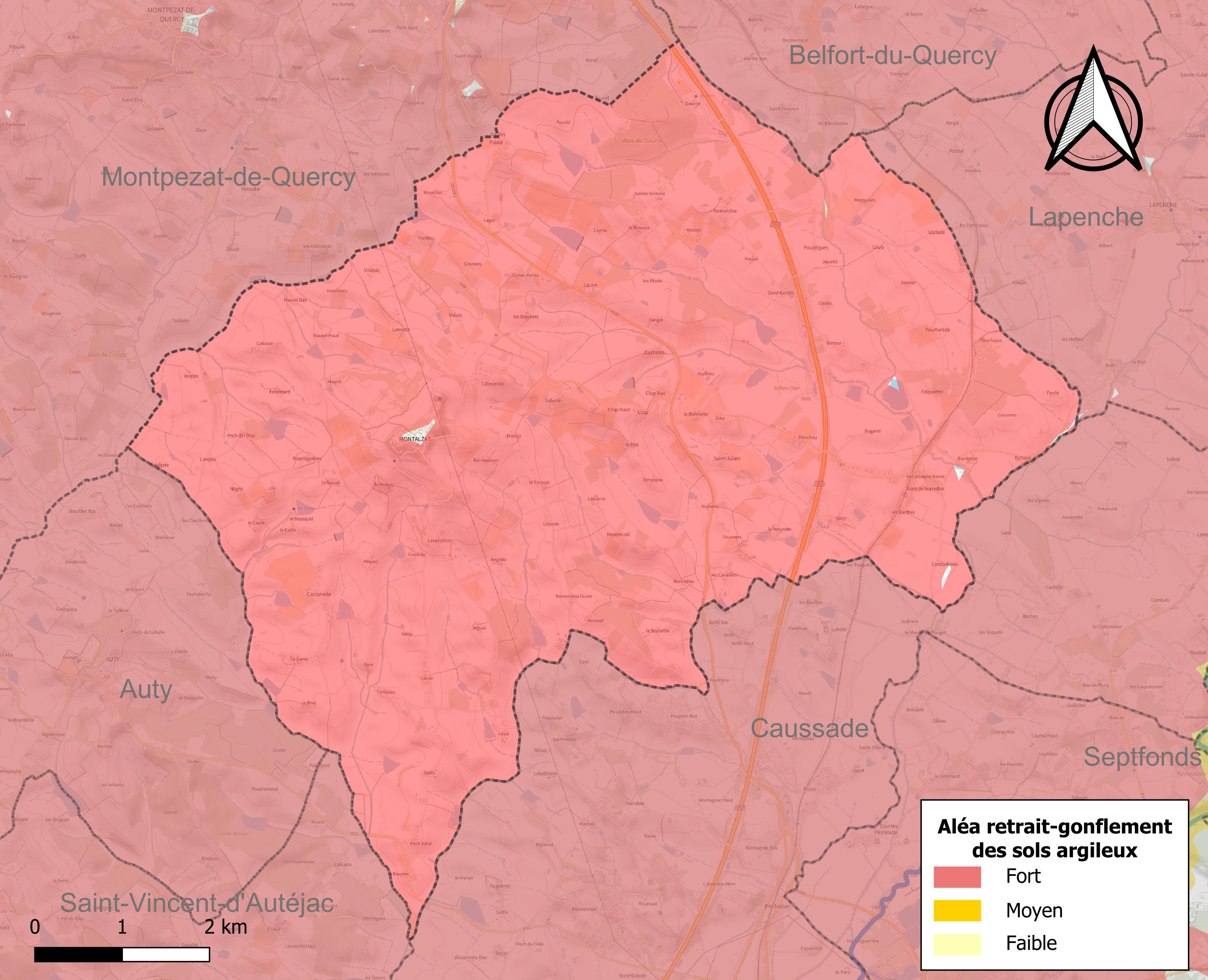
Carte des zones d'aléa retrait-gonflement des sols argileux de Montalzat.

Les mouvements de terrains susceptibles de se produire sur la commune sont des tassements différentiels.
Le retrait-gonflement des sols argileux est susceptible d'engendrer des dommages importants aux bâtiments en cas d’alternance de périodes de sécheresse et de pluie. 99,8 % de la superficie communale est en aléa moyen ou fort (92 % au niveau départemental et 48,5 % au niveau national). Sur les 312 bâtiments dénombrés sur la commune en 2019, 304 sont en aléa moyen ou fort, soit 97 %, à comparer aux 96 % au niveau départemental et 54 % au niveau national. Une cartographie de l'exposition du territoire national au retrait gonflement des sols argileux est disponible sur le site du BRGM,.
Par ailleurs, afin de mieux appréhender le risque d’affaissement de terrain, l'inventaire national des cavités souterraines permet de localiser celles situées sur la commune.
Concernant les mouvements de terrains, la commune a été reconnue en état de catastrophe naturelle au titre des dommages causés par la sécheresse en 1989, 1991, 1992, 1998, 2002, 2003, 2006, 2009, 2011, 2015 et 2017 et par des mouvements de terrain en 1999 et 2009.

#### Risques technologiques
Le risque de transport de matières dangereuses sur la commune est lié à sa traversée par des infrastructures routières ou ferroviaires importantes ou la présence d'une canalisation de transport d'hydrocarbures. Un accident se produisant sur de telles infrastructures est susceptible d’avoir des effets graves sur les biens, les personnes ou l'environnement, selon la nature du matériau transporté. Des dispositions d’urbanisme peuvent être préconisées en conséquence.

## Histoire
La bastide, fondée par les seigneurs Bernard, Bertrand et Gaillard de La Garde, fut cédée à Raymond VII le 10 juin 1232. Son nom a été altéré par une fausse étymologie : sa forme primitive était Mont Auzat, c'est-à-dire « mont hardi, mont audacieux ».
Deux mottes féodales rappellent qu'elle fut le siège d'une seigneurie qui dépendait de la baronnie de Caussade et dont les principaux seigneurs furent les Caminade et les Boissy d'Auterive.
Le 17 janvier 1369, durant la guerre de Cent Ans, c'est la bataille de Montalzat où les troupes françaises défont les troupes anglaises, dont les survivants seront à nouveau écrasés le 20 janvier à la bataille de Mirabel.

### Héraldique
| Blason de Montalzat | Blason  | De gueules au monticule d'argent sommé d'un arbre de quatre branches horizontales sans feuille du même, surmonté d'une croix cléchée, vidée et pommetée de douze pièces d'or, au chef cousu d'azur chargé de trois fleurs de lys aussi d'or. |
| Blason de Montalzat | Détails | Le statut officiel du blason reste à déterminer. |

## Politique et administration
| Période                                  | Période  | Identité           | Étiquette | Qualité |
| ---------------------------------------- | -------- | ------------------ | --------- | ------- |
| 1971                                     | 2020     | Yves Vayssié       | UMP       |         |
| 2020                                     | En cours | Jean-Claude Sicard |           |         |
| Les données manquantes sont à compléter. |          |                    |           |         |

1965 1971   Christian Bédé     sans étiquette

## Démographie
L'évolution du nombre d'habitants est connue à travers les recensements de la population effectués dans la commune depuis 1793. Pour les communes de moins de 10 000 habitants, une enquête de recensement portant sur toute la population est réalisée tous les cinq ans, les populations de référence des années intermédiaires étant quant à elles estimées par interpolation ou extrapolation. Pour la commune, le premier recensement exhaustif entrant dans le cadre du nouveau dispositif a été réalisé en 2004.

En 2022, la commune comptait 654 habitants, en évolution de −0,91 % par rapport à 2016 (Tarn-et-Garonne : +3,12 %, France hors Mayotte : +2,11 %).
| 1793  | 1800  | 1806  | 1821  | 1831  | 1836  | 1841  | 1846  | 1851  |
| ----- | ----- | ----- | ----- | ----- | ----- | ----- | ----- | ----- |
| 1 320 | 1 329 | 1 394 | 1 446 | 1 363 | 1 325 | 1 288 | 1 368 | 1 304 |

| 1856  | 1861  | 1866  | 1872  | 1876  | 1881  | 1886  | 1891 | 1896 |
| ----- | ----- | ----- | ----- | ----- | ----- | ----- | ---- | ---- |
| 1 242 | 1 253 | 1 188 | 1 190 | 1 033 | 1 263 | 1 093 | 978  | 928  |

| 1901 | 1906 | 1911 | 1921 | 1926 | 1931 | 1936 | 1946 | 1954 |
| ---- | ---- | ---- | ---- | ---- | ---- | ---- | ---- | ---- |
| 898  | 897  | 835  | 741  | 739  | 752  | 702  | 695  | 666  |

| 1962 | 1968 | 1975 | 1982 | 1990 | 1999 | 2004 | 2006 | 2009 |
| ---- | ---- | ---- | ---- | ---- | ---- | ---- | ---- | ---- |
| 653  | 684  | 548  | 556  | 521  | 527  | 537  | 550  | 625  |

| 2014 | 2019 | 2022 | - | - | - | - | - | - |
| ---- | ---- | ---- | - | - | - | - | - | - |
| 667  | 654  | 654  | - | - | - | - | - | - |

## Économie

### Revenus
En 2018, la commune compte 262 ménages fiscaux, regroupant 625 personnes. La médiane du revenu disponible par unité de consommation est de 20 390 € (20 140 € dans le département).

### Emploi
|                | 2008  | 2013   | 2018   |
| -------------- | ----- | ------ | ------ |
| Commune        | 6,5 % | 6,7 %  | 6,4 %  |
| Département    | 8,4 % | 10,2 % | 10,3 % |
| France entière | 8,3 % | 10 %   | 10 %   |

En 2018, la population âgée de 15 à 64 ans s'élève à 392 personnes, parmi lesquelles on compte 76,5 % d'actifs (70,1 % ayant un emploi et 6,4 % de chômeurs) et 23,5 % d'inactifs,. Depuis 2008, le taux de chômage communal (au sens du recensement) des 15-64 ans est inférieur à celui de la France et du département.
La commune est hors attraction des villes,. Elle compte 131 emplois en 2018, contre 156 en 2013 et 130 en 2008. Le nombre d'actifs ayant un emploi résidant dans la commune est de 278, soit un indicateur de concentration d'emploi de 47 % et un taux d'activité parmi les 15 ans ou plus de 54,7 %.
Sur ces 278 actifs de 15 ans ou plus ayant un emploi, 67 travaillent dans la commune, soit 24 % des habitants. Pour se rendre au travail, 88,8 % des habitants utilisent un véhicule personnel ou de fonction à quatre roues, 1,1 % les transports en commun, 3,6 % s'y rendent en deux-roues, à vélo ou à pied et 6,5 % n'ont pas besoin de transport (travail au domicile).

### Activités hors agriculture

#### Secteurs d'activités
44 établissements sont implantés  à Montalzat au 31 décembre 2019. Le tableau ci-dessous en détaille le nombre par secteur d'activité et compare les ratios avec ceux du département,.
| Secteur d'activité                                                                                        | Commune | Commune | Département |
| Secteur d'activité                                                                                        | Nombre  | %       | %           |
| --- | ------- | ------- | ----------- |
| Ensemble                                                                                                  | 44      |         |             |
| Industrie manufacturière, industries extractives et autres                                                | 8       | 18,2 %  | (9,6 %)     |
| Construction                                                                                              | 5       | 11,4 %  | (14,9 %)    |
| Commerce de gros et de détail, transports, hébergement et restauration                                    | 15      | 34,1 %  | (29,7 %)    |
| Activités spécialisées, scientifiques et techniques et activités de services administratifs et de soutien | 11      | 25 %    | (14,1 %)    |
| Administration publique, enseignement, santé humaine et action sociale                                    | 3       | 6,8 %   | (13,6 %)    |
| Autres activités de services                                                                              | 2       | 4,5 %   | (9,3 %)     |

Le secteur du commerce de gros et de détail, des transports, de l'hébergement et de la restauration est prépondérant sur la commune puisqu'il représente 34,1 % du nombre total d'établissements de la commune (15 sur les 44 entreprises implantées  à Montalzat), contre 29,7 % au niveau départemental.

#### Entreprises et commerces
Les trois entreprises ayant leur siège social sur le territoire communal qui génèrent le plus de chiffre d'affaires en 2020 sont : 
- FJM Environnement, production d'électricité (465 k€)
- Cubero Energies, production d'électricité (56 k€)
- Ecurie Jaimetrot, commerce de gros (commerce interentreprises) d'animaux vivants (3 k€)

### Agriculture
La commune est dans le « Bas-Quercy de Montpezat », une petite région agricole couvrant une bande nord  du département de Tarn-et-Garonne. En 2020, l'orientation technico-économique de l'agriculture  sur la commune est la polyculture et/ou le polyélevage. 
|               | 1988  | 2000  | 2010  | 2020  |
| ------------- | ----- | ----- | ----- | ----- |
| Exploitations | 89    | 76    | 60    | 49    |
| SAU (ha)      | 2 243 | 2 026 | 1 958 | 1 721 |

Le nombre d'exploitations agricoles en activité et ayant leur siège dans la commune est passé de 89 lors du recensement agricole de 1988  à 76 en 2000 puis à 60 en 2010 et enfin à 49 en 2020, soit une baisse de 45 % en 32 ans. Le même mouvement est observé à l'échelle du département qui a perdu pendant cette période 57 % de ses exploitations,. La surface agricole utilisée sur la commune a également diminué, passant de 2 243 ha en 1988 à 1 721 ha en 2020. Parallèlement la surface agricole utilisée moyenne par exploitation a augmenté, passant de 25 à 35 ha.

## Culture locale et patrimoine

### Lieux et monuments
- L'église Saint-Jean-Baptiste de Montalzat (XIXe siècle).
- La Chapelle Saint-Jean-de-Fustin de Montalzat (XVe siècle)[37].
- L'église Saint-Saturnin de Castanède (XVIIesiècle)
- L'église Saint-Julien-de-las-Doux de Saint-Julien (XVIe siècle).
- La Chapelle Sainte-Victoire de Sainte-Victoire (XVe siècle).
- Le château de Montalzat est une bâtisse datant des années 1850 flanquée de deux tours et couverte d'ardoise. Il abrite la mairie et a récemment été équipé d'un ascenseur panoramique permettant l'accès à l'étage supérieur à partir d'une terrasse offrant un superbe point de vue.
- Le monument aux morts a été érigé en 2002, sur un ancien cimetière désaffecté, en hommage aux 41 Montalzatais morts pour la France durant les guerres de 1914-1918 et 1939-1945.

- Sur la commune, la gare de Borredon (ligne des Aubrais - Orléans à Montauban-Ville-Bourbon) sur le territoire de la commune, fut le lieu d’arrivée des trains amenant vers le camp de concentration de Judes, près du village de Septfonds. Des milliers d’Espagnols y furent internés dans des baraques qu’ils construisirent eux-mêmes.
Acquise par l'association Mémoire de l'Espagne Républicaine de Tarn-et-Garonne, cette gare a été inscrite à l'inventaire supplémentaire des Monuments historiques en 2011[38].

### Personnalités liées à la commune
- Pierre du Calvet (1735-1786).
- Jean Ousset (1914-1994), essayiste, a passé sa jeunesse à Montalzat.

## Pour approfondir